# رومباخ
رومباخ (به آلمانی: Rumbach) یک شهر در آلمان است که در زودوستپفالتس واقع شده‌است. رومباخ ۴۷۵ نفر جمعیت دارد.